# Shihori Kanjiya
Shihori Kanjiya (貫地谷 しほり, Kanjiya Shihori, Arakawa, 12 de dezembro de 1985) é uma atriz japonesa. Ela é apelidada como Shi-chan (しーちゃん), Shihorin (しほりん) e Kan-chan (貫ちゃん).
Kanjiya abandonou a Universidade Feminina de Otsuma.

## Filmografia

### Seriados de televisão
| Ano  | Título                                | Papel                            | Emissoras      | Notas                    | Ref.  |
| ---- | ------------------------------------- | -------------------------------- | -------------- | ------------------------ | ----- |
| 2005 | H2: Kimi Toita Hibi                   | Miho Osanai                      | TBS            |                          |       |
| 2005 | Keiji Heya: Roppongi Okashina Sōsahan | Aki Nanbara                      | TV Asahi       |                          |       |
| 2005 | Ōoku                                  | Someko                           | Fuji TV        |                          |       |
| 2007 | Fūrin Kazan                           | Mitsu                            | NHK            | Taiga drama              |       |
| 2007 | Hana Yori Dango Returns               | Sara Hinata                      | TBS            |                          |       |
| 2007 | Chiritotechin                         | Kiyomi Wada (depois Kiyomi Aoki) | NHK            | Papel principal, Asadora | [ 2 ] |
| 2008 | Aren't You a Criminal?                | Sakura Morita                    | TV Asahi       | Papel principal          |       |
| 2008 | Natsu Ando                            | Natsu Ando                       | TBS            | Papel principal          |       |
| 2009 | Love Shuffle                          | Mei Kagawa                       | TBS            |                          |       |
| 2009 | Buzzer Beat                           | Mai Ebina                        | Fuji TV        |                          |       |
| 2010 | Ryōmaden                              | Chiba Sana                       | NHK            | Taiga drama              |       |
| 2010 | Massuguna Otoko                       | Yoshino Machida                  | KTV            |                          |       |
| 2010 | Keibuho Kenzō Yabe                    | Miharu Katsura                   | TV Asahi       |                          |       |
| 2011 | Bartender                             | Miwa Kurushima                   | TV Asahi       |                          |       |
| 2011 | Iryū Sōsa                             | Miyuki Oda                       | TV Asahi       |                          |       |
| 2011 | Hanawake no Yon Shimai                | Sakurako Hanawe                  | TBS            |                          |       |
| 2012 | Kazoku no Uta                         | Yoko Aota                        | Fuji TV        |                          |       |
| 2013 | Yae no Sakura                         | Takagi Tokio                     | NHK            | Taiga drama              |       |
| 2013 | Apoyan: Hashiru Kokusai Kūkō          | Hanae Baba                       | TBS            |                          |       |
| 2014 | Ofukou-san                            | Tsugumi Chikura                  | NHK BS Premium | Papel principal          |       |
| 2014 | Yoshiwara Ura Dōshin                  | Teijo                            | NHK            |                          |       |
| 2015 | Jo Kudoki Meshi                       | Megumi Kanbayashi                | MBS            | Papel principal          |       |
| 2015 | Mother Game: Kanojotachi no Kaikyū    | Yuki Kamiya                      | TBS            |                          |       |
| 2017 | Naotora: The Lady Warlord             | Shino                            | NHK            | Taiga drama              |       |
| 2018 | Miss Sherlock                         | Wato-san                         | Hulu, HBO      |                          |       |
| 2019 | Natsuzora                             | Mako Ōsawa                       | NHK            | Asadora                  |       |

### Filmes
| Ano  | Título                           | Papel            | Notas                 |
| ---- | -------------------------------- | ---------------- | --------------------- |
| 2002 | Shura no Mure                    | Akiko Inahara    |                       |
| 2004 | Survive Style 5+                 | Kaho Kobayashi   |                       |
| 2004 | Swing Girls                      | Yoshie Saito     |                       |
| 2005 | Shiryō ha                        | Runa Nagao       |                       |
| 2005 | Karaoke: Jinsei Kamihitoe        | Shoko Inoue      |                       |
| 2005 | Tantei Jimusho 5                 | Hitomi Shishido  |                       |
| 2006 | Saikano                          | Akemi            |                       |
| 2006 | Funky Forest                     | Gaba             |                       |
| 2006 | Yoru no Picnic                   | Rika Goto        |                       |
| 2007 | Ai no Rukeichi                   | Takako Murao     |                       |
| 2007 | Shindō                           | Koon Kamogawa    |                       |
| 2007 | Sai-ren                          | Koko Hirose      |                       |
| 2007 | Hōtai Club                       | Shiomi Tanzawa   |                       |
| 2007 | Always Zoku Sanchōme no Yūhi     | Meri             |                       |
| 2007 | Aozora no Roulette               | Kanako Kurita    |                       |
| 2008 | Paco and the Magical Book        | Saori-chan       |                       |
| 2009 | General Rouge no Gaisen          | Shoko Kisaragi   |                       |
| 2009 | The Code/Angō                    | Hitomi Shishido  |                       |
| 2009 | Boat                             | Atsuko           |                       |
| 2009 | Bokura no Wonderful Days         | Wakako Fujioka   |                       |
| 2010 | A Memory                         | Ringa            |                       |
| 2010 | Parade                           | Kotomi Okouchi   |                       |
| 2012 | Bokutachi Kyūkō A Ressha de Ikou | Azusa Soma       |                       |
| 2012 | Paikaji Nankai Sakusen           | Apa              |                       |
| 2013 | Kuchizuke                        | Mako Awaya       | Papel principal       |
| 2014 | The Great Shu Ra Ra Room         | Toko Fujimiya    |                       |
| 2014 | The Snow White Murder Case       | Yuko Tanimura    |                       |
| 2014 | The Vancouver Asahi              | Betty Miyake     |                       |
| 2015 | The Mourner                      | Mishio Sakachiku |                       |
| 2017 | Kekkon                           | Hatsune          |                       |
| 2017 | Bōkyō                            | Mutsuko          | Papel principal       |
| 2017 | Hyouka: Forbidden Secrets        |                  | Participação especial |
| 2019 | Little Nights, Little Love       | Minako           |                       |
| 2019 | This Old Road: Konomichi         | Kikuko           |                       |
| 2019 | Yūhi no Ato                      | Akane            | Papel principal       |